# Băno Axionov
Băno Axionov, (rum. Băno Axionov; ros. Бэно Максович Аксёнов; niem. Bäno Axionov; ang. Beno Axionov; ur. 2 kwietnia 1946) – radziecki i mołdawski aktor teatralny i filmowy, reżyser, scenarzysta oraz pedagog teatru. Zasłużony Artysta Mołdawskiej SRR (1991). Laureat wielu konkursów teatralnych.

## Życiorys

### Rodzina i edukacja
Băno Axionov urodził się w Mińsku. Jego ojciec, Max Fishman / Mietek Fiszman (ur. 12 grudnia 1915 w Warszawie, zm. 24 września 1985 w Kiszyniowie), był kompozytorem i pedagogiem. Matka, Lidia Axionovа (ur. 19 lipca 1923 w Engelsie, zm. 18 września 2019 w Kiszyniowie) była dyrygentem i profesorem (niektórzy z jej przodków byli Sybiracy). Ma brata, Artura Aksenova, który jest pianistą i pedagogiem.
W 1965 ukończył gimnazjum w Kiszyniowie. Trenowany lekkoatletyczne. Należał do najlepszych płotkarzy Mołdawii w biegu na 200 m i 400 m przez płotki. (1963 -1966). Wielokrotny mistrz Mołdawii i reprezentant kraju we wszystkich wymienionych dyscyplinach. Jego trenerem był Zasłużony Trener Mołdawskiej SRR Jewgienij Zybczenko.
Studiował w Kiszyniowskim Instytucie Sztuki im. Gavriila Musicescu pod kierunkiem Nadieżdy Aronieckiej, w Leningradzkim Instytucie Teatralnym, w Moskiewskim Laboratorium Marii Knebel i u Pawła Chomskiego (Moskiewska Akademia Przekwalifikowania Pracowników Sztuki i Teatr Mossowiet).
Jeszcze jako student zaczął być zapraszany do występów w radiu i telewizji jako aktor. Inscenizował sztuki w zespołach amatorskich w Kiszyniowie i Tyraspolu.

### Kariera zawodowa
W 1969 r. został aktorem i asystentem reżysera w rosyjskim teatrze w Tyraspolu, 1973-2006 był aktorem i reżyserem Rosyjskiego Teatru Dramatycznego im. А.П. Czechowa w Kiszyniówie. W latach 1971–1985 (z przerwami) uczył aktorstwa w Instytucie Sztuki w Kiszyniowskim Instytucie Sztuki im. Gavriila Musicescu.
W latach 80. był stałym prezenterem popularnych programów satyrycznych mołdawskiej telewizji „Ariciul” i „Ławka Ariciul” (reż. A. Suprun, L. Milniczenko). W tych samych latach został zapamiętany z ról aktorskich w telewizyjnym „Teatrze Miniatur” (w reżyserii A. Suprun, M. Riabowa, B. Axionov), a także przebiegłym, mądrym błaznem z serii spektakli dla dzieci programy telewizyjne „Zgadnij” (reż. L. Zoti). Stworzył wiele ciekawych ról w satyrycznym magazynie filmowym „Usturicz” (produkowanym przez „Moldova-Film”). Często występował w reklamach.
Ma w dorobku ok. 200 ról teatralnych w Kiszyniowie i Tyraspolu, zagrał role dramatyczne i komediowe (m.in. Fadinard («Słomkowy kapelusz» Eugène Labiche, reż. N. Aronieckaja), Trzeci («Na pełnym morzu» Sławomir Mrożek, reż. M. Abramow), Miedwiedienko («Mewa» Anton Czechow, reż. N. Betsis), Rispołożeński («The Bankrupt» Aleksandr Ostrowski, reż. M. Abramow), Łomow i Czebukow («Oświadczyny» Anton Czechow, reż. B. Axionov), Don Diego («Pobożna Marta» Tirso de Molina, reż. N. Betsis), Prochor («Cichy Don» Michaił Szołochow, reż. J. Cicinowski), Mortimer («Maria Stuart» Friedrich Schiller. reż. N. Betsis). Grzela (Alen) i Molière («Szkoła żon», reż. N. Aronieckaja»), Mendosa («The Duenna» Richard Brinsley Sheridan, reż. N. Aronieckaja), Cherea («Kaligula» Albert Camus, reż. L. Łastiwka), Mąż («Strach i nędza III Rzeszy» Bertolt Brecht reż. V. Apostol), Trzeci («Na pełnym morzu» Sławomir Mrożek reż. M. Abramow), Spirake («Titanic – walc» Tudor Mușatescu, reż. S.Luka), Menachem Mendel («Modły żałobne» Gr. Gorin na podstawie Szoloma Alejchema, reż. V. Madan).
Zagrał w ponad 20 filmach, m.in: 1964: Bill – „Robin Hood”, 1976: Łotrzyk, bywalca salonów – „Mark Twain kontra…”. 1979: Reporter - "I nadejdzie dzień...". 1979: Agent – „Emisariusz ośrodka zagranicznego". 1979: Inżynier - „Witam, przybyłem”. 1980: Machnowiec – „Duża i mała wojna”. 1993: Grigenaru – „Pociąg do Kalifornii”. 1995: Tatar – „Na dnie” (1 - 6 seriа). 1999: Pawlik – „Powrót Titanica” (1 i 2 seria). 2000: Elektryk - „Antologia dowcipów”. 2019: Dziadek - „Kto następny?”.
Wystawił około 60 przedstawień teatralnych (m.in. Król Maciuś Pierwszy Janusza Korczaka, Luise Millerin (sceny ze Intryga i miłość) Friedricha Schillera, Ostanowitie samolot - ja slezu Efraim Siewieła, Kot w butach Perrault, Głos ludzki Cocteau, Angela – tyrana Padwy Victora Hugo, Współwinni Goethe, Samobójca Erdmana, Bajka o carze Sałtanie, Aleksandra Puszkina, Nic we mnie o tym nie zapomni Icchaka Kacenelsona, Elie Wiesel, Hannah Szenes, Kłopot z czułego serca Władimira Sołłoguba , Zapiski wariata Gogolа, Cudza żona i mąż pod łóżkiem Fiodora Dostojewskiego.
Od 2007 roku mieszka w Niemczech, gdzie kontynuuje swoją pracę jako reżyser, prowadzi kursy mistrzowskie i wykłady z historii i sztuki Mołdawii, Rumunii, Rosji, Białorusi, Ukrainy.

### Życie prywatne
Z pierwszą żoną, aktorką i reżyserką Liudmilą Chahi, ma syna Władysława Aksenova. Jego drugą żoną została doktor habilitowany socjologii Swietłana Dmitrienco.

## Odznaczenia
- Zasłużony Artysta Mołdawskiej SRR (1991)[74][75].
- Monografia Teatr Băno Axionovа" (Театр Бэно Аксёнова)[76][77][78][79].
- Laureat wielu konkursów teatralnych[80].